# نیکو دوالکو

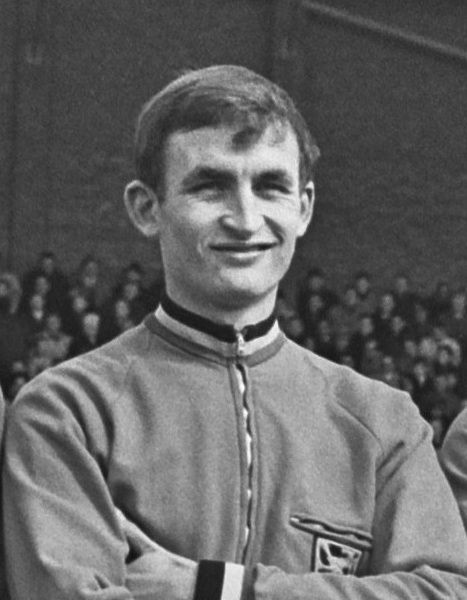
نیکو دوالکو

نیکو دوالکو (به انگلیسی: Nico Dewalque) بازیکن فوتبال اهل بلژیک و عضو تیم ملی فوتبال بلژیک است که در تاریخ ۲۸ اکتبر ۱۹۶۷ میلادی اولین بازی ملی‌اش را مقابل تیم ملی فوتبال فرانسه انجام داد. او در ۳۳ بازی ملی حضور داشت و جمعاً ۲۹۱۰ دقیقه برای تیم ملی فوتبال بلژیک به میدان رفت. نیکو دوالکو آخرین بازی ملی خود را در تاریخ ۲۷ سپتامبر ۱۹۷۵ میلادی در برابر تیم ملی فوتبال آلمان غربی انجام داد. وی در بازی‌های ملی‌اش گلی به ثمر نرساند.